# Karasidi

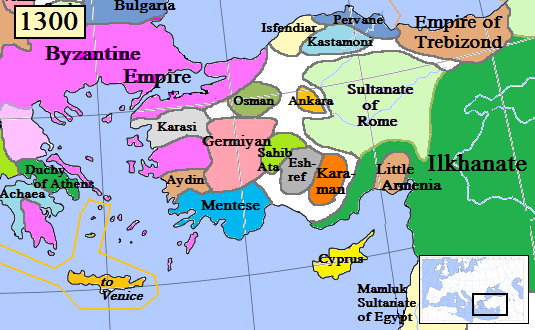
Dinastia Karaside (grigio chiaro) nel 1300.

I Karasidi o dinastia karaside (in turco ottomana قرا صي; in turco Karesioğulları, Karesioğulları Beyliği), noti anche come Principato di Karasi e Beilicato di Karasi (Karasi Beyliği o Karesi Beyliği), furono un beilicato anatolico nell'area della Misia classica (le odierne Balıkesir e la provincia di Çanakkale) da ca. 1297–1360. Era centrato a Balıkesir e Bergama, ed era uno dei principati di frontiera stabiliti dai turchi oghuz dopo il declino del sultanato selgiuchide del Rum.
Divenne una potenza navale nell'Egeo e nei Dardanelli.

## Storia

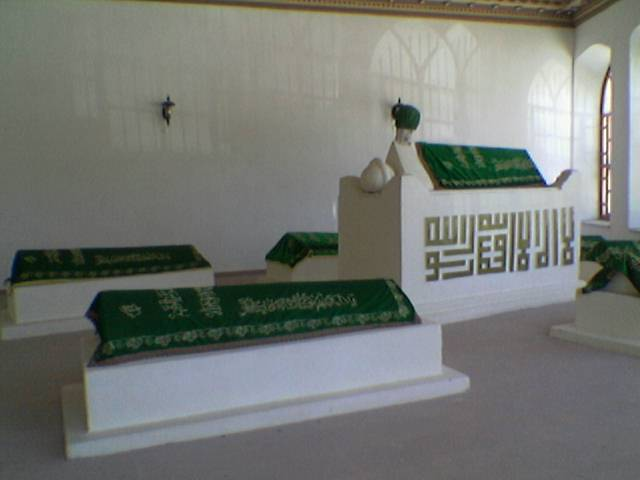
Tomba del Principato di Karasi a Balıkesir.

I bizantini cercarono di incitare i beilicati come i karasidi contro gli ottomani. Tuttavia, le rotte di conquista e altri obiettivi del beilicato come quello karaside non erano inizialmente in conflitto con gli ottomani. La situazione politica favorì chiaramente gli ottomani. I karasidi furono tra i primi beilicati ad essere acquisiti dalla vicina dinastia ottomana, che in seguito fondò l'Impero ottomano. L'acquisizione dei karasidi permise agli ottomani di iniziare la conquista delle terre europee in Rumelia attraverso i Dardanelli.
La provincia (sanjak, in seguito vilayet) di Balıkesir era chiamata la sotto-provincia (sanjak, in seguito vilayet) di Karasi fino ai primi anni della Repubblica di Turchia, dopo di che fu ribattezzata con la sua città centrale Balıkesir.